# 譚澄
谭澄，字彦清，元朝德兴怀来（今河北省怀来县）人，譚資榮之子。
谭澄十九岁时担任交城县令。豪民得知官吏的短处而为非作歹，谭澄察得这些豪民领头之人的名字，都以法处理。1254年，在大理进见忽必烈，后随从左右。中统元年（1260年），忽必烈即位，谭澄任怀孟路总管。曾组织民众开凿唐温渠，引沁水来灌溉农灌田。先后担任河南府路总管、京兆府路总管、陕西四川道提刑按察使等职。接替严忠范为四川佥省。西南夷罗罗斯归附后，为副都元帅出镇，同知宣慰使司事。不久病故。子谭克修，事奉太子真金于东宫，官至江南湖北、河北河南、陕西汉中三道提刑按察使。孙三人：谭忠，谭质，谭文。